# Głowaczów
Głowaczów é um município na região central da Polônia. Pertence à voivodia da Mazóvia, no condado de Kozienice. É a sede da comuna urbano-rural de Głowaczów e da paróquia de São Lourenço.
Estende-se por uma área de 5,9 km², com 825 habitantes, segundo o censo de 31 de dezembro de 2021, com uma densidade populacional de 139,8 hab./km².
Głowaczów está localizado na região Mazoviana da histórica Zapilicz. Foi-lhe concedida o foral de cidade desde sua fundação em 1445. Foi privada de seus direitos municipais em 13 de janeiro de 1870 e incorporada à comuna de Lipa, no condado de Kozienice, que foi transformado na comuna de Mariampol. De 1870 a 1954, foi a sede da comuna rural de Mariampol, de 1954 a 1972 da gromada de Głowaczów e, a partir de 1973, da nova comuna de Głowaczów. De 1975 a 1998, pertenceu administrativamente à voivodia de Radom. Em 1 de janeiro de 2024, recuperou a condição de cidade.

## Localização
A cidade fica às margens do rio Radomka, na rota entre Warka e Kozienice, cercada pela floresta Kozienicka e pela floresta Stromecka. A estrada nacional n.º 48 e a estrada provincial n.º 730 se cruzam aqui, e a trilha de caminhada Witaliusz Demczuk passa por ela. Głowaczów estava localizada, na segunda metade do século XVI, no condado de Warecki, na região de Czersk, na voivodia da Mazóvia.

## História
No início do século XX, foram realizados trabalhos arqueológicos, entre outros, em “Na Trawce”, próximo ao moinho, que revelou os restos de um cemitério pagão (cultura Przeworsk) dos séculos I e II a.C.
A cidade de Głowaczów foi fundada em 1445 por Sędziwoj Głowacz Leżeński, do brasão Nałęcz, nas terras da aldeia de Leżenice, com a permissão do duque Boleslau, da Mazóvia, sob a Lei de Chełmno. Uma igreja e uma paróquia católica romana foram fundadas com a cidade. Głowaczów era um centro de fabricação de cerâmica, onde eram feitos, em especial, os siwaki. Os habitantes também se dedicavam ao comércio e à tecelagem.
Os herdeiros subsequentes de Głowaczów foram os Leżeńscy, Wieszczyńscy e Boscy, juntamente com a família Ostroróg.
Em 1576, Głowaczów recebeu a visita do rei Estêvão Batory, que parou na cidade a caminho de Radom para confirmar privilégios para a nobreza.
Głowaczów perdeu seus direitos municipais em 1869. Quando deixou de ser uma cidade, foi anexada à comuna de Lipa.
Na segunda metade do século XVII, os judeus começaram a se estabelecer em Głowaczów, e no século seguinte foi fundada uma comunidade religiosa independente. Em 1827, havia 490 pessoas morando em 64 casas, em 1861 havia 3934 em 98 casas (das quais 396 eram judias), enquanto no final daquele século havia 1424 habitantes em 121 casas. Na Batalha de Lipa, perto de Głowaczów, em 15 de fevereiro de 1864, uma unidade insurgente dos “Filhos de Varsóvia”, sob o comando do tenente Paweł Gąsowski, foi derrotada. Uma sinagoga foi construída em 1899, e um cemitério judaico existia antes. Em 1921, havia 2 271 habitantes.

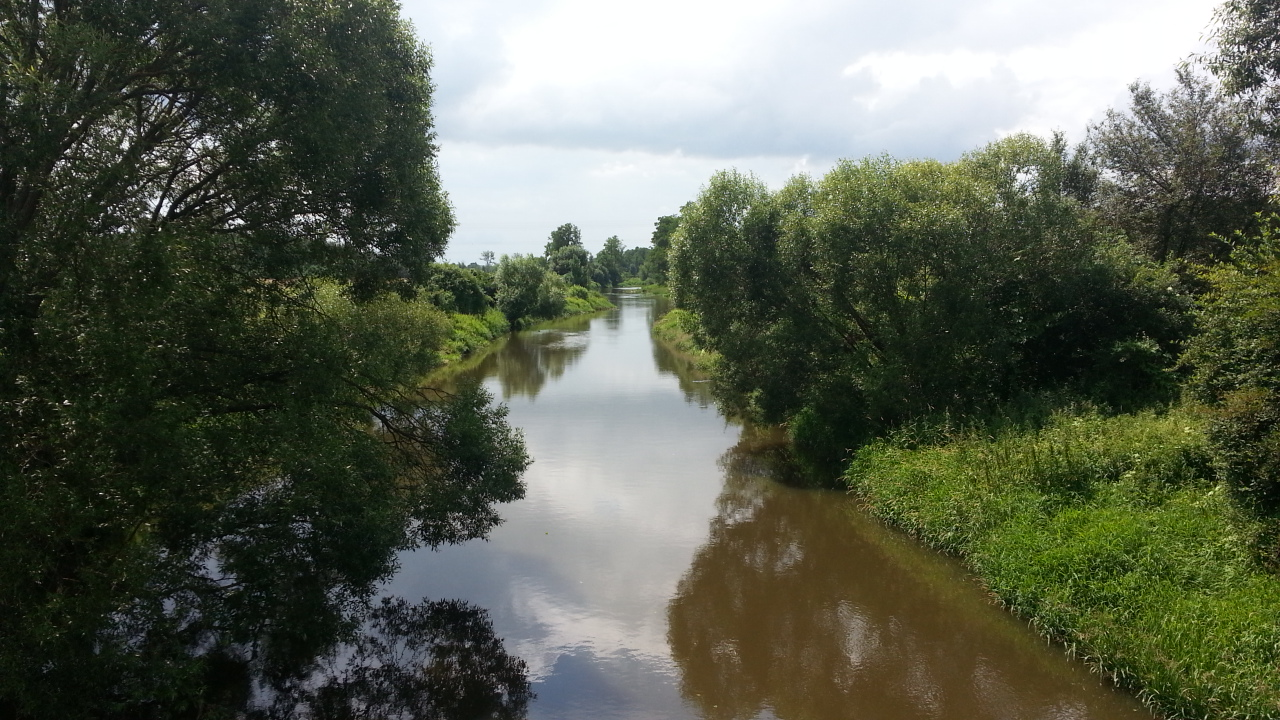
Rio Radomka — visto da ponte da rodovia DK48

Em setembro de 1939, batalhas foram travadas aqui pelas tropas que cobriam o Exército da “Prússia”, que se retirava atrás do rio Vístula. Em 10 de setembro de 1939, ocorreu a Batalha de Głowaczów, na qual lutou a 13.ª Divisão de Infantaria de Fronteira apoiada pelo 1.º Batalhão de Tanques Leves. Pelo menos dois tanques alemães foram destruídos durante a batalha e, como resultado dos combates, os alemães se retiraram para trás do rio Radomka. Głowaczów foi severamente danificada durante a campanha de setembro.
Vários judeus de Głowaczów foram deportados para campos de trabalho no distrito de Lublin em 1940. Na primavera de 1940, os habitantes de Głowaczów e, portanto, também os judeus, foram deslocados devido à construção de um campo de aviação na área. Os judeus foram realocados para o terreno baldio entre Jasieniec e Mariampol, onde viviam em barracões improvisados feitos de papelão, chapas de metal, etc. A realocação das pessoas deslocadas ocorreu com a participação e segundo as instruções do Conselho Supremo de Anciãos de Radom. Na segunda metade de agosto de 1942, os judeus de Głowaczów foram transferidos para o gueto de Kozienice, de onde foram posteriormente transportados para Treblinka, onde foram assassinados.
Em agosto de 1944, durante as batalhas na cabeça de ponte de Varecko-Magnuszewski, ocorreram combates pesados, primeiro de 9 a 16 de agosto, alguns quilômetros ao norte de Głowaczów, conhecida como a Batalha de Studzianki. Em seguida, de 19 a 22 de agosto, houve uma batalha igualmente pesada por Głowaczów. Primeiro, as unidades do Exército Vermelho sob o comando do marechal Chuikov, como parte de uma operação mais ampla planejada, capturaram a cidade, que foi então recapturada pela Wehrmacht. A vitória dos alemães na batalha de Glowaczów interrompeu a planejada ofensiva soviética em Radom. A frente então parou nessa seção até janeiro de 1945. Como resultado das hostilidades em agosto de 1944, a cidade foi quase completamente destruída.
Em 1949, a comuna de Głowaczów foi criada com sua sede em Głowaczów. Anteriormente, Głowaczów era a sede da comuna de Mariampol.

## Religião

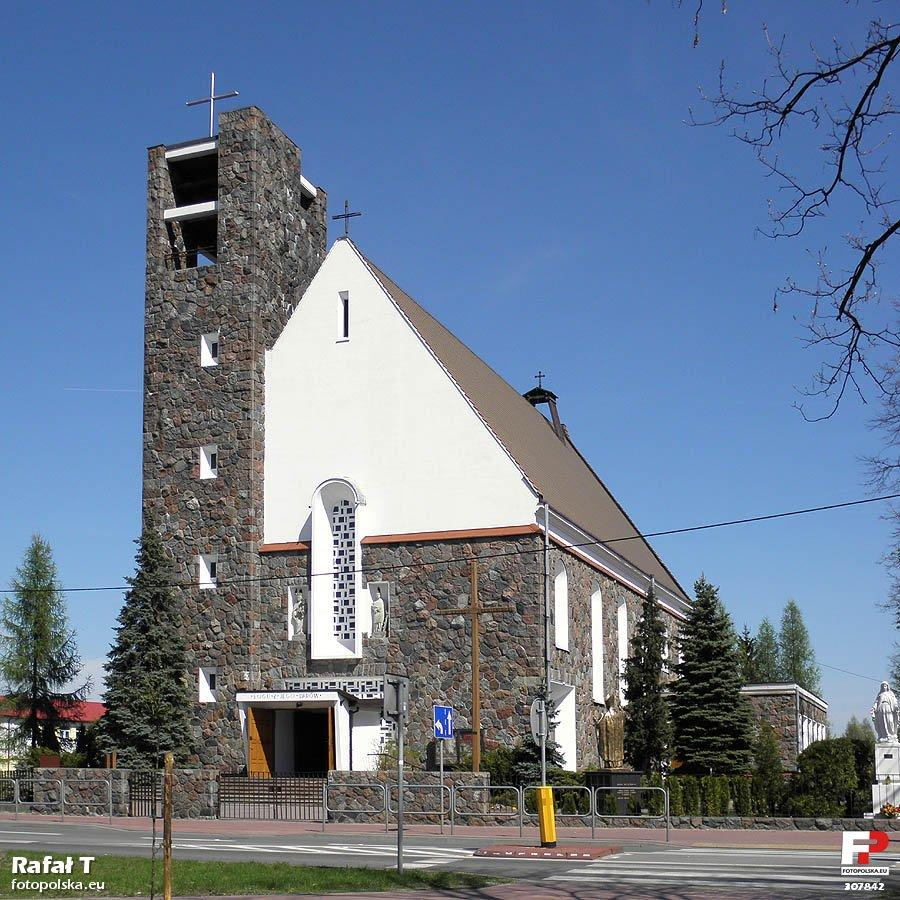
Igreja de São Lourenço

Desde 1390, havia uma igreja de madeira e uma paróquia original em Leżenice, construída graças aos esforços de Jan Głowacz Leżeński. Em 1445, quando a cidade foi fundada, Głowaczów foi considerada uma segunda paróquia e a igreja de São Lourenço foi construída. A paróquia de Leżenice sobreviveu até 1621 na forania de Zwoleń. Ambas as igrejas foram destruídas pelos suecos. Em 1675, uma nova igreja foi construída, fundada pelo bispo Tomasz Leżeński. Esse templo sobreviveu até 1944, quando foi explodido pelos alemães.
A igreja atual foi construída entre 1956 e 1966 com um projeto de Władysław Pieńkowski. O templo é uma manifestação da busca por um estilo nacional na arquitetura. O construtor da igreja foi o padre Stanisław Sikorski.
O atual cemitério paroquial de Głowaczów data da primeira metade do século XIX.
A Paróquia de São Lourenço é a sede da forania de Głowaczów, pertencente à Diocese de Radom.

## Monumentos históricos
O registro de monumentos imóveis inclui o cemitério paroquial católico romano (a parte mais antiga, com lápides) da primeira metade do século XIX.

## Instalações principais

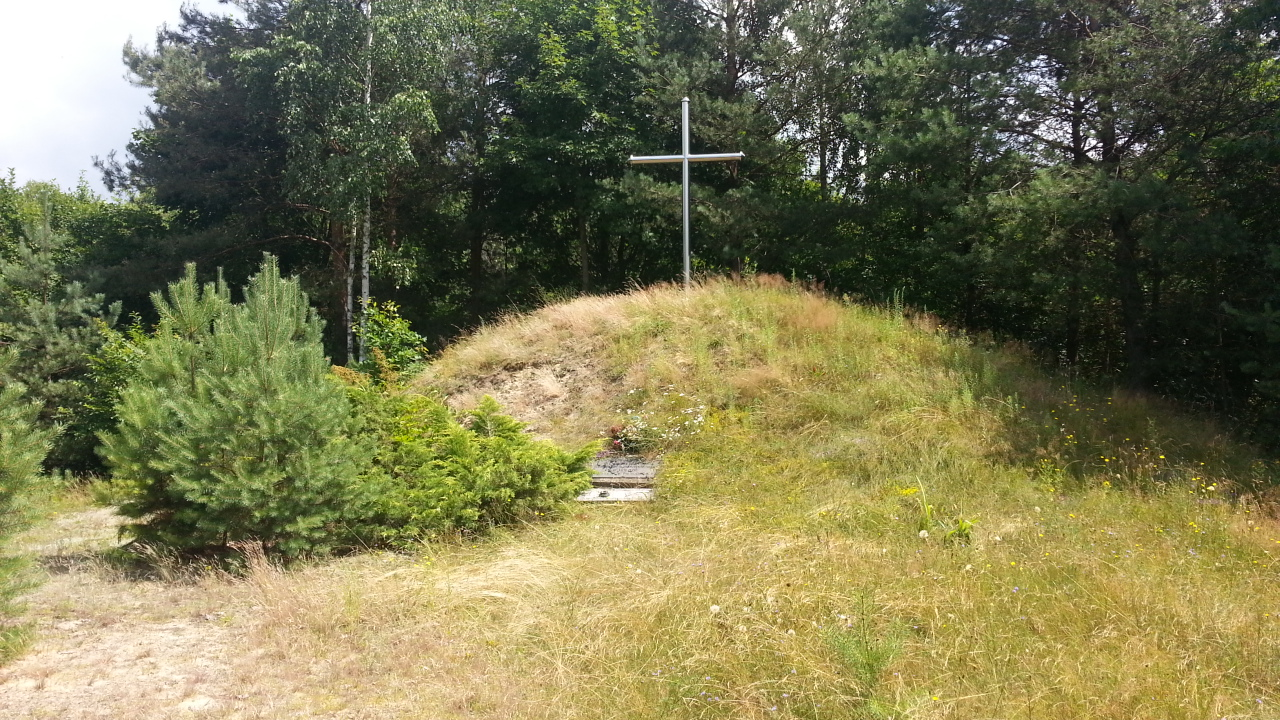
Memorial de Józef Piłsudski

- Conselho municipal e comunal de Głowaczów
- Igreja de São Lourenço em Głowaczów, construída em 1966[37]
- Cemitério paroquial em Głowaczów
- Cemitério judeu em Głowaczów, fundado no século XVIII[38]
- Banco Cooperativo em Głowaczów, fundado em 1910
- Corpo de Bombeiros Voluntários em Głowaczów, fundado em 1896
- Obelisco em homenagem a Józef Piłsudski, localizado na praça que leva seu nome, criado por Jacek Michał Szpak
- O monte de Józef Piłsudski, um dos sete na Polônia, erguido em 1935 após a morte do marechal pelos moradores de Głowaczów.
- Monumento em homenagem às mortes de soldados e civis durante a Segunda Guerra Mundial na comuna de Głowaczów.
- Estádio esportivo com dois campos, vestiários e a sede do clube KS Legion Głowaczów

## Educação
Documentos mencionam uma escola primária funcionando em Głowaczów em 1827.
Atualmente, existem na área de Głowaczów:
- Escola primária pública Tadeusz Kościuszko em Głowaczów[40]
- Escola secundária não pública para adultos em Głowaczów.[41]

Anteriormente, havia a escola pública de ensino médio João Paulo II em Głowaczów.

## Esporte
Na área de Głowaczów existem:
- KS Legion Głowaczów (Clube Esportivo Legião Głowaczów)[42] — um clube de futebol sediado em Głowaczów, fundado em 1954[42] por iniciativa de um morador de Głowaczów, Euzebiusz Małaśnicki, que era jogador lá. O Legion agora é um clube apenas de futebol, mas no passado havia muitas seções, incluindo esgrima. A liga mais alta da qual o clube participou foi a classe distrital[43]
- UKS Jastrząb Głowaczów — um clube de futebol fundado em 2000 por Krzysztof Wolski, um técnico e também o presidente do clube.[44] Os maiores sucessos do clube incluem o 7.º lugar na final nacional do Torneio Marek Wielgus em 2003 e o 2.º lugar nas semifinais nacionais em 2004. O membro da equipe nacional polonesa Rafał Wolski é ex-aluno do UKS Jastrząb Głowaczów.[44]

## Galeria

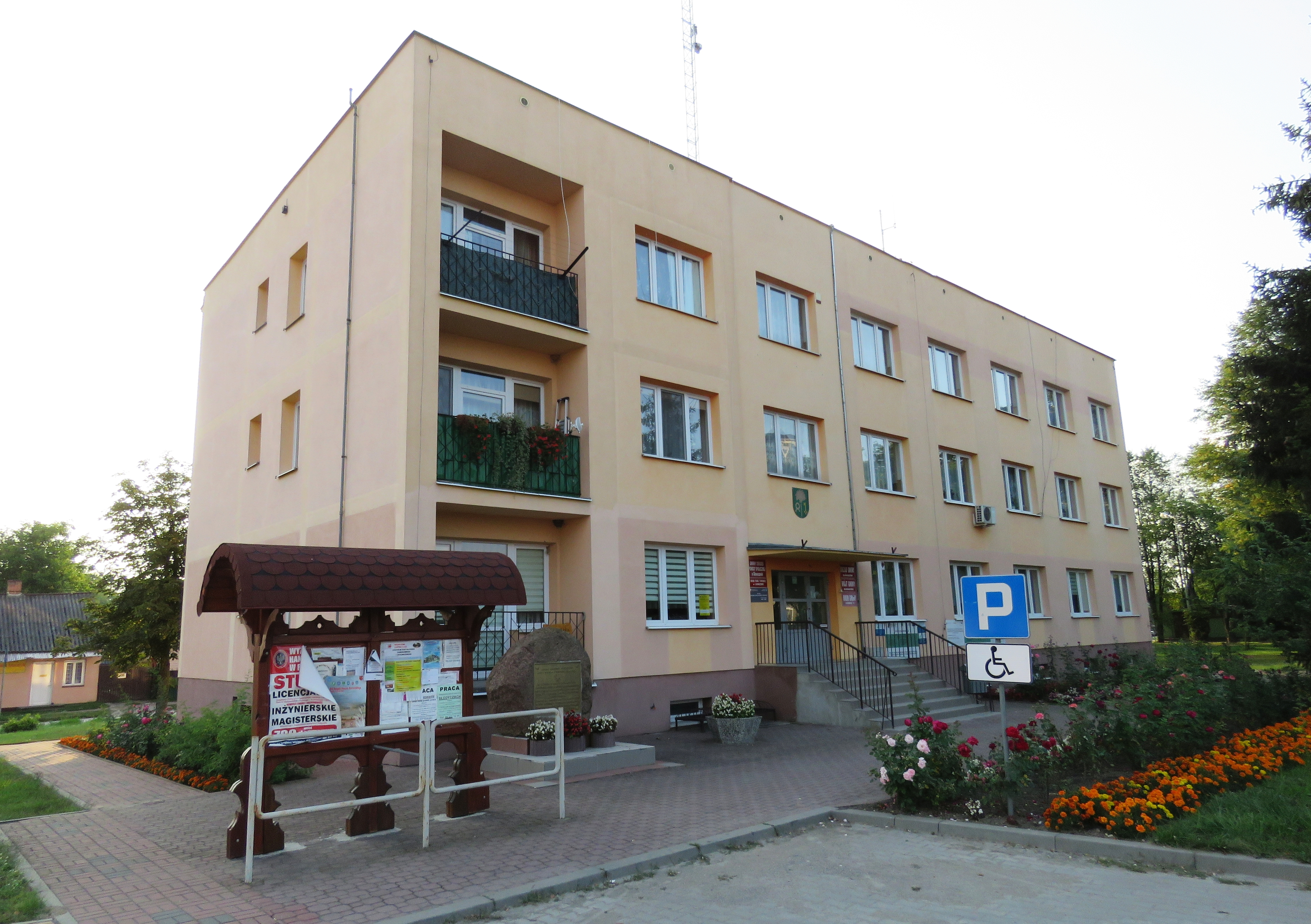
Prédio do gabinete da comuna de Głowaczów
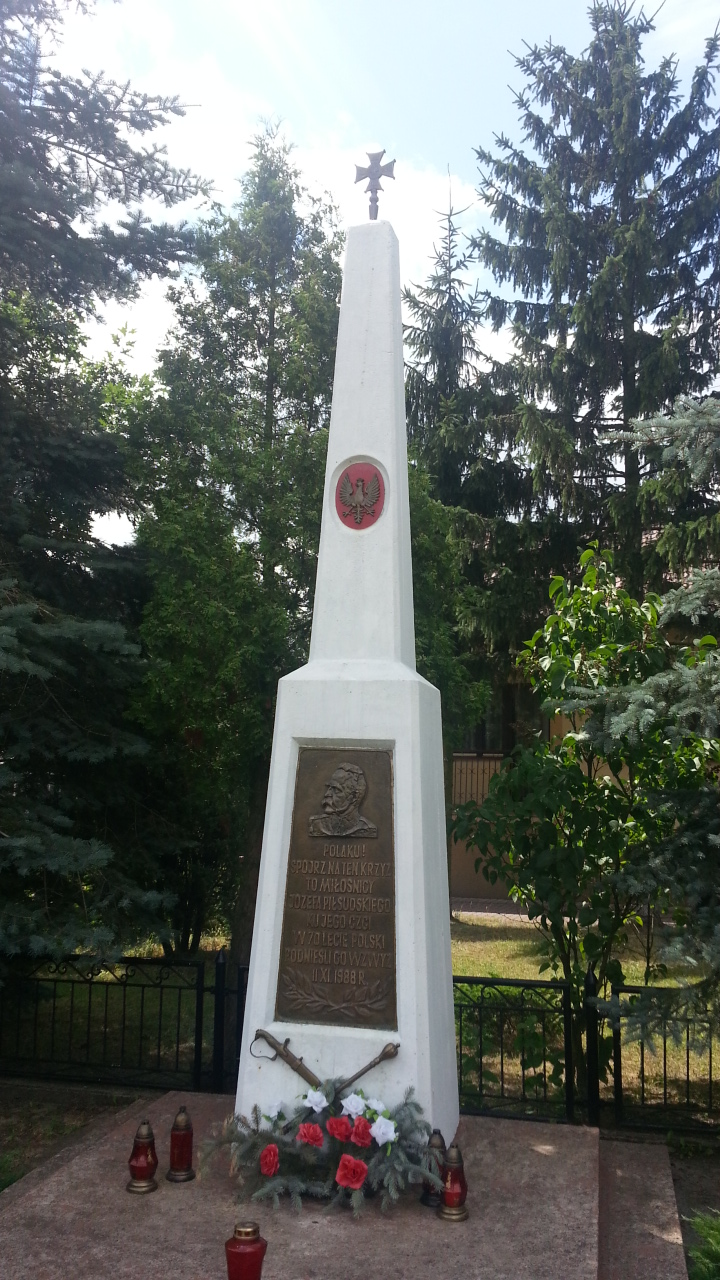
Monumento dedicado a Józef Piłsudski
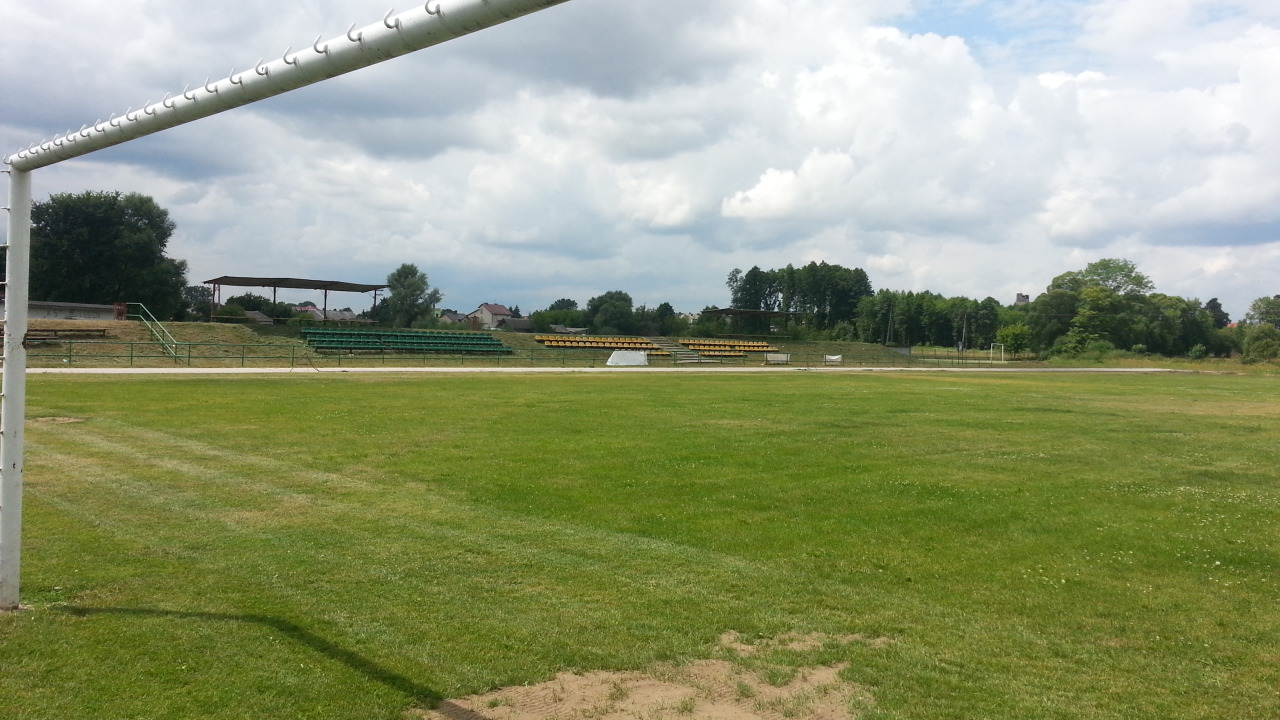
Arquibancadas do campo de futebol do KS Legion Głowaczów
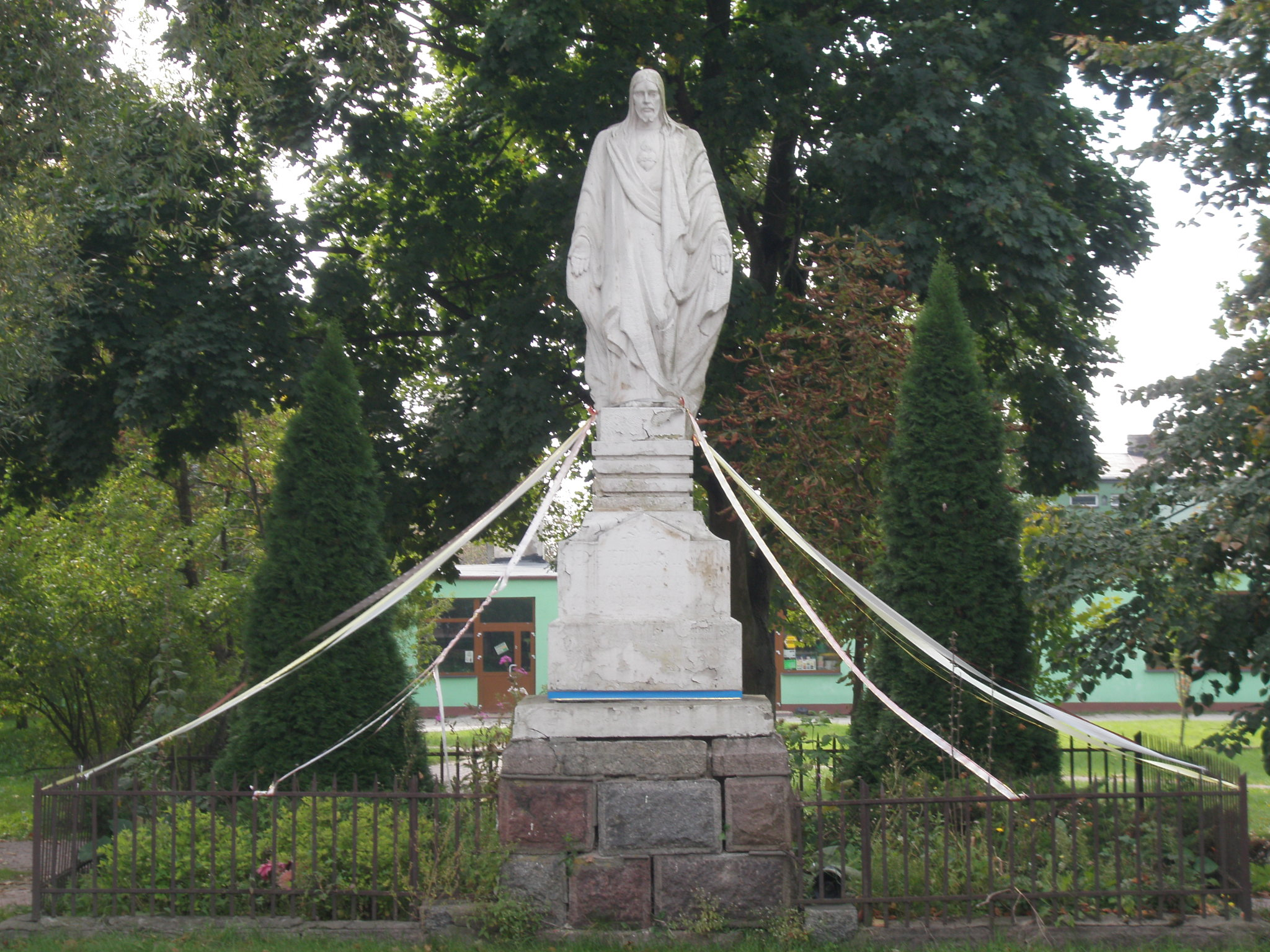
Imagem de Cristo no parque
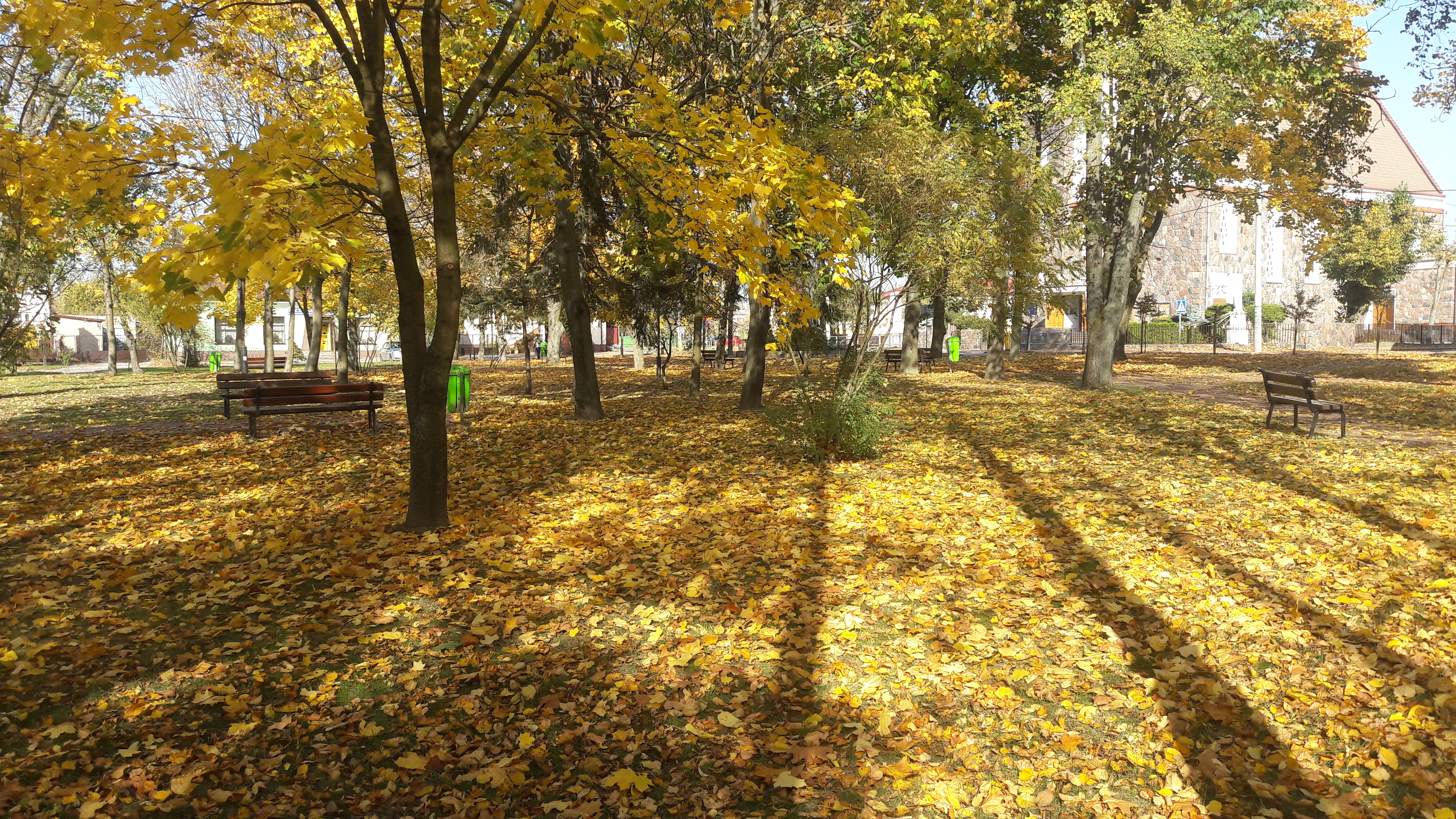
Praça principal de Głowaczów no outono